# RAF Brampton Wyton Henlow

i7
i11
i13
Die Royal Air Force Station Brampton Wyton Henlow (ICAO-Code: EGWE), kurz RAF Brampton Wyton Henlow, waren drei organisatorisch zusammengehörende Stationen der britischen Royal Air Force in Cambridgeshire und Bedfordshire. Zuvor waren RAF Brampton, RAF Wyton und RAF Henlow unabhängige Stationen. Mitte der 1990er Jahre, nach Beendigung des Einsatz-Flugbetriebs in Wyton und der Schließung eines Hauptquartiers in Brampton, wurden zunächst diese beiden 12 km auseinander liegenden Einrichtungen unter ein gemeinsames Kommando gestellt. Henlow, 50 km weiter südlich gelegen, stieß 2001 zusammen mit RAF Stanbridge, das sich wiederum 30 km westlich Henlows befindet, hinzu. Diese sogenannte „Tri-Station“ Basis wurde 2012 im Hinblick auf geplante Standortschließungen wieder aufgelöst.

## Geschichte

### "Tri-Station" Basis
Die Einrichtung war für knapp zwei Jahrzehnte sowohl geographisch als auch in Bezug auf die Personalstärke der größte Stützpunkt der britischen Luftstreitkräfte. Die Hauptaufgabe der Station war die Unterstützung und Beherbergung diverser Einheiten wie dem Director General Logistics (Strike) in Wyton und das Joint Air Reconnaissance Intelligence Centre (JARIC) in Brampton. Henlow beheimatete unter anderem das Centre for Aviation Medicine. Stanbridge war seit 1980 Standort der Datenverarbeitung der RAF-Logistik. Militärische Schulungsflüge mit leichten Motorseglern wurden durch die 57. (Reserve) Squadron mit Grob Tutor Trainern durchgeführt. Am 2. April 2012 wurde die Organisation aufgelöst und RAF Brampton in Brampton Camp RAF Wyton umbenannt.

### RAF Brampton
Die Gebäude von Brampton Park wurden im Frühjahr 1942 vom United States Army Air Corps bezogen und am 19. August wurde Brampton offiziell Hauptquartier des 1. Bomb Wing. Ein Jahr nach Kriegsende verließen 1946 die letzten amerikanischen Soldaten Brampton. Nachdem 1955 entschieden wurde, Brampton dauerhaft militärisch zu nutzen, begann ein Bauprogramm, in dessen Folge Brampton Standort diverser Kommandobehörden und Hauptquartiere der RAF wurde.
Der Standort wurde Ende 2013 aufgegeben und an ein Immobilienunternehmen verkauft, das hier das Wohngebiet Brampton Park entwickelt hat.

### RAF Henlow
Bereits während des Ersten Weltkriegs wurde Henlow Standort einer Flugzeugfertigung. Diese Funktion erfüllte der Standort auch in der Zwischenkriegszeit. In den 1930er Jahren war die Station eine der größten der RAF überhaupt. Während des Zweiten Weltkrieges war Henlow eine wichtige Wartungsbasis. Diese Aufgabe verlor Brampton nach dem Krieg. Während der folgenden Jahrzehnte war es bis in die Gegenwart, seit 2012 wieder eigenständig, Heimat einer Vielzahl nicht fliegender Verbände. Der Standort untersteht dem Air Command.
Im September 2016 gab das britische Verteidigungsministerium bekannt, RAF Henlow aufzugeben. Hier soll Wohnraum entstehen.

### RAF Wyton
siehe RAF Wyton

## Sonstiges
Wenige Kilometer nördlich von Brampton bzw. Huntingdon gibt es mit RAF Alconbury einen weiteren Militärflugplatz, der vorwiegend durch die United States Air Forces in Europe genutzt wird.